# Ludovika Jakobsson-Eilers
Ludovika Antje Margareta Eilers (Potsdam, 25 juli 1884 – Helsinki, 1 november 1968), beter bekend als Ludovika Jakobsson-Eilers, was een Duits kunstschaatsster. Ze werd in 1920 met haar Finse echtgenoot Walter Jakobsson olympisch kampioen bij de paren. Eilers en Jakobsson waren drievoudig wereldkampioen. Sinds haar huwelijk in 1911 kwam Eilers officieel uit voor Finland.

## Biografie

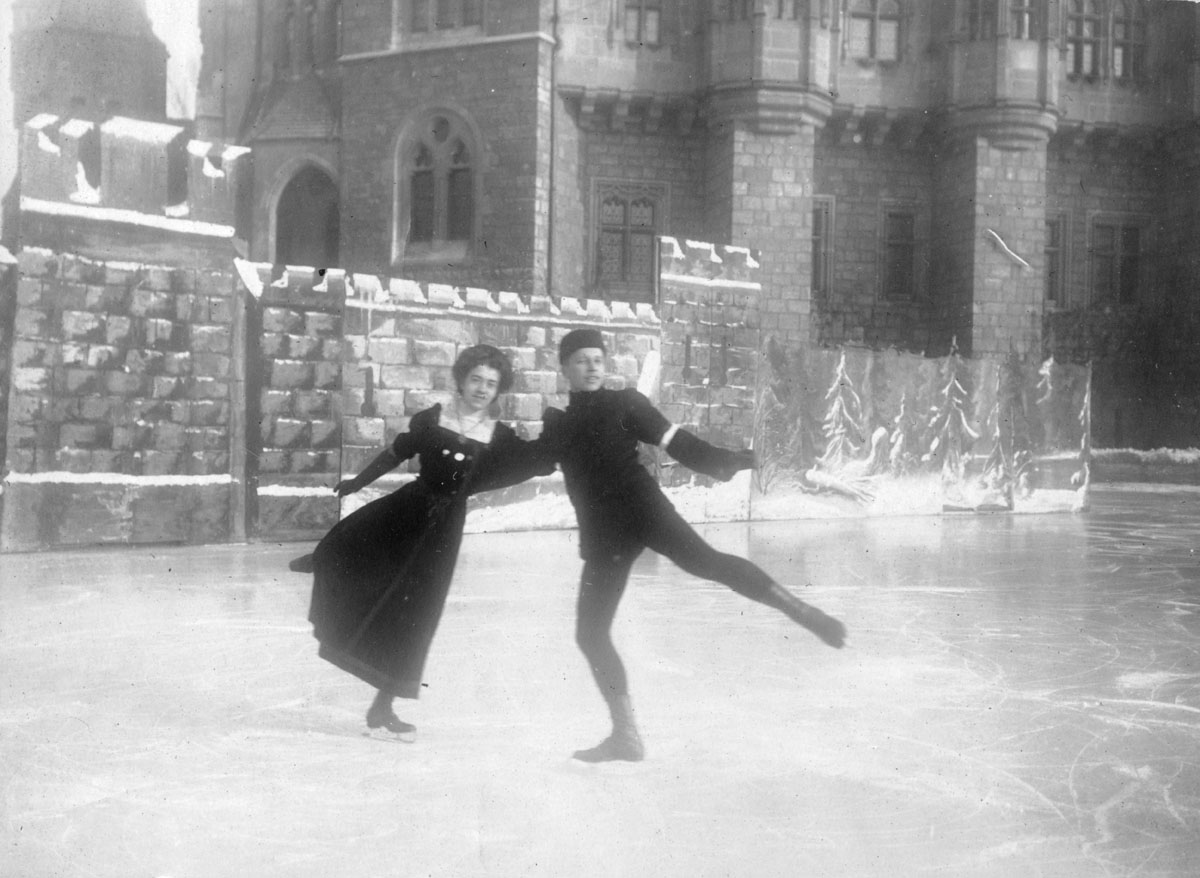
Ludovika en Walter Jakobsson

Ludovika Eilers ontmoette in 1907 haar latere schaatspartner en echtgenoot Walter Jakobsson, toen de Fin in Berlijn bouwkunde studeerde. Ze gingen samen schaatsen en wonnen bij hun eerste WK, in 1910, de zilveren medaille. Bij de WK 1911 veroverden ze hun eerste wereldtitel. Er zouden er nog twee volgen in 1914 en in 1923. Eilers en Jakobsson eisten tijdens de Olympische Spelen in Antwerpen met gemak de olympische titel op, aangezien alle juryleden hun kür als beste beoordeelden. Duitse sporters waren in 1920 uitgesloten van deelname, waardoor Eilers de enige in Duitsland geboren atlete was die meedeed. Bij de Spelen van 1924 en 1928 werd het paar tweede en vijfde.
Na de WK 1911 huwden de twee. Ze woonden tot 1916 in Berlijn, daarna verhuisden ze naar Helsinki. Eilers speelde in de jaren 20 in enkele Finse stomme films. Ze overleed in 1968.

## Belangrijke resultaten
| Kampioenschap           | 1910   | 1911  | 1912     | 1913   | 1914 |  | 1917 |  | 1919 | 1920 | 1921 | 1922   | 1923 | 1924   |  | 1928 |
| ----------------------- | ------ | ----- | -------- | ------ | ---- |  | ---- |  | ---- | ---- | ---- | ------ | ---- | ------ |  | ---- |
| Olympische Spelen       |        |       |          |        |      |  |      |  |      | Goud |      |        |      | Zilver |  | 5e   |
| Wereldkampioenschap     | Zilver | · (*) | · 7e (*) | Zilver | Goud |  |      |  |      |      |      | Zilver | Goud |        |  |      |
| Noords kampioenschap    |        |       |          |        |      |  |      |  | Goud |      | Goud |        |      |        |  |      |
| Nationaal kampioenschap |        | Goud  |          |        |      |  | (*)  |  |      |      | Goud |        |      |        |  |      |

(*) solo, bij de vrouwen
1908: Anna Hübler / Heinrich Burger ·
1920: Ludovika Jakobsson / Walter Jakobsson ·
1924: Helene Engelmann / Alfred Berger ·
1928: Andrée Joly / Pierre Brunet ·
1932: Andrée Brunet / Pierre Brunet ·
1936: Maxi Herber / Ernst Baier ·
1948: Micheline Lannoy / Pierre Baugniet ·
1952: Ria Baran / Paul Falk ·
1956: Sissy Schwarz / Kurt Oppelt ·
1960: Barbara Wagner / Robert Paul ·
1964: Ljoedmila Belooesova / Oleg Protopopov ·
1968: Ljoedmila Belooesova / Oleg Protopopov ·
1972: Irina Rodnina / Aleksej Oelanov ·
1976: Irina Rodnina / Aleksandr Zajtsev ·
1980: Irina Rodnina / Aleksandr Zajtsev ·
1984: Jelena Valova / Oleg Vasiljev ·
1988: Jekaterina Gordejeva / Sergej Grinkov ·
1992: Natalja Misjkoetjonok / Artoer Dmitrijev ·
1994: Jekaterina Gordejeva / Sergej Grinkov ·
1998: Oksana Kazakova / Artoer Dmitrijev ·
2002: Jelena Berezjnaja / Anton Sicharoelidze en Jamie Salé / David Pelletier ·
2006: Tatjana Totmjanina / Maksim Marinin ·
2010: Shen Xue / Zhao Hongbo ·
2014: Tatjana Volosozjar / Maksim Trankov ·
2018: Aliona Savchenko / Bruno Massot ·
2022: Sui Wenjing / Han Cong